# Grand McDon
Le Grand McDon est une journée spéciale organisée occasionnellement par les restaurants McDonald's canadiens pour collecter des fonds.
Au cours de cette journée, des artistes, vedettes du sport, politiciens, représentants des médias, parents et amis sont invités à travailler en restaurant avec les équipiers et les franchisés de McDonald’s pour participer à la collecte.
Les fonds sont remis à l’Œuvre des Manoirs Ronald McDonald du Canada, les Manoirs Ronald McDonald du Canada et d'autres organismes de bienfaisance.
Le Grand McDon a été créé en 1977. À sa 26e édition, le 8 mai 2019, plus de 6,6 millions de dollars ont été amassés.